# オクサナ・シャチコ
オクサナ・シャチコ（ウクライナ語: Оксана Шачко、Oksana Shachko、1987年1月31日 - 2018年7月23日）は、ウクライナの芸術家、活動家。

## 活動
2008年、シャチコはハンナ・フツォルとアレクサンドラ・シェフチェンコと共に、フェミニスト活動団体FEMENを設立した。当初、FEMENは下着姿でデモを行うことで注目を集めたが、2009年8月、シャチコはキエフでの抗議行動で胸を露出させた。それ以降、FEMENの活動家は定期的にトップレス姿で抗議活動を行い、 ウクライナと世界の女性の権利と公民権を支持するようになった。

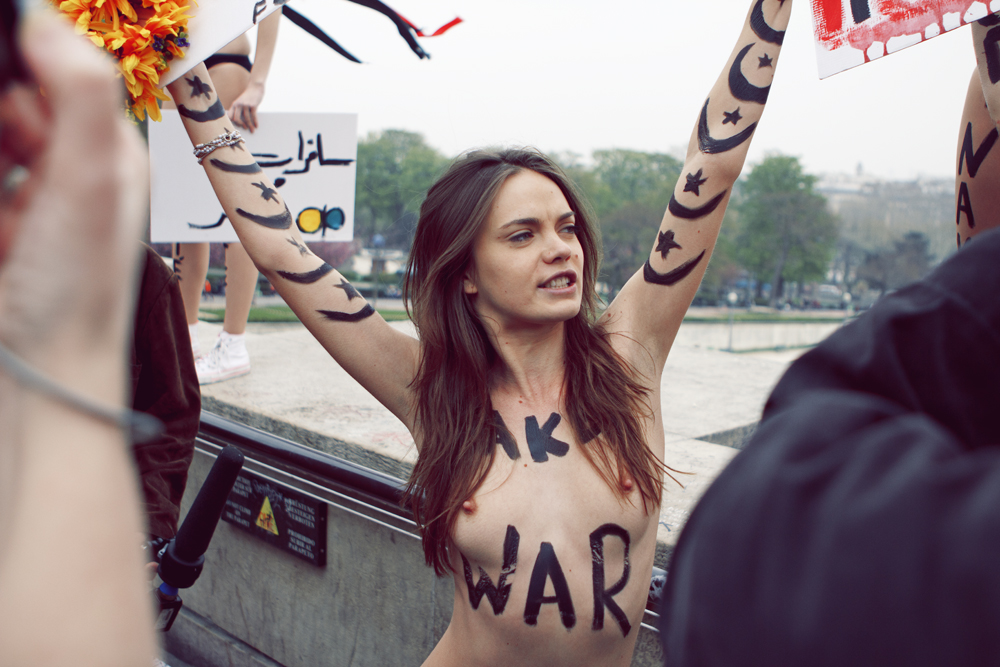
2012年3月のアリア・マグダ・エルマーディを支援するFEMENのデモ中に、ヌード姿で抗議するシャチコ。